# Wereldbeker langlaufen 2009/2010
De wereldbeker langlaufen 2009/2010 (officieel: Viessmann FIS World Cup Cross-Country presented by Rauch) ging van start op 21 november 2009 in het Noorse Beitostølen en eindigde op 21 maart 2010 in het Zweedse Falun. De wereldbeker werd georganiseerd door de Fédération Internationale de Ski. Het was de 29e editie van de wereldbeker voor zowel mannen als vrouwen.
De hoogtepunten van het seizoen waren de Tour de Ski en de Olympische Winterspelen 2010, de resultaten van dit laatste evenement telden echter niet mee voor de wereldbeker.
De langlaufer die aan het einde van het seizoen de meeste punten had verzameld, won de algemene wereldbeker. De Noors Petter Northug volgde de Zwitser Dario Cologna, de winnaar van vorig seizoen, op als winnaar van de algemene wereldbeker. De Poolse Justyna Kowalczyk prolongeerde haar zege van vorig seizoen in de algemene wereldbeker.

## Mannen

### Kalender
| Datum | Plaats                            | Discipline                            | Eerste                                                                          | Tweede                                                                               | Derde                                                                   |
| --- | --------------------------------- | ------------------------------------- | ------------------------------------------------------------------------------- | ------------------------------------------------------------------------------------ | ----------------------------------------------------------------------- |
| 21/11/2009                                                                                                 | Beitostølen                       | 15 km vrije stijl                     | Ronny Hafsås                                                                    | Vincent Vittoz                                                                       | Matti Heikkinen                                                         |
| 22/11/2009                                                                                                 | Beitostølen                       | 4 x 10 km estafette                   | Noorwegen I Eldar Rønning Martin Johnsrud Sundby Ronny Hafsås Petter Northug    | Rusland I Maksim Vylegsjanin Nikolaj Pankratov Aleksandr Legkov Ilja Tsjernoesov     | Duitsland Jens Filbrich Axel Teichmann René Sommerfeldt Tobias Angerer  |
| 28/11/2009                                                                                                 | Kuusamo                           | Sprint (klassieke stijl)              | Ola Vigen Hattestad                                                             | Øystein Pettersen                                                                    | Nikita Krjoekov                                                         |
| 29/11/2009                                                                                                 | Kuusamo                           | 15 km klassieke stijl                 | Petter Northug                                                                  | Maksim Vylegsjanin                                                                   | Aleksandr Legkov                                                        |
| 05/12/2009                                                                                                 | Düsseldorf                        | Sprint (vrije stijl)                  | Aleksej Petoechov                                                               | Anders Gløersen                                                                      | Eirik Brandsdal                                                         |
| 06/12/2009                                                                                                 | Düsseldorf                        | Teamsprint (vrije stijl)              | Rusland Nikolaj Morilov Aleksej Petoechov                                       | Noorwegen Eirik Brandsdal Anders Gløersen                                            | Zweden Robin Bryntesson Björn Lind                                      |
| 12/12/2009                                                                                                 | Davos                             | 15 km vrije stijl                     | Matti Heikkinen                                                                 | Marcus Hellner                                                                       | Maurice Manificat                                                       |
| 13/12/2009                                                                                                 | Davos                             | Sprint (vrije stijl)                  | John Kristian Dahl                                                              | Petter Northug                                                                       | Aleksej Petoechov                                                       |
| 19/12/2009                                                                                                 | Rogla                             | Sprint (klassieke stijl)              | Petter Northug                                                                  | Tobias Angerer                                                                       | Jesper Modin                                                            |
| 20/12/2009                                                                                                 | Rogla                             | 30 km klassieke stijl (massastart)    | Petter Northug                                                                  | Aleksandr Legkov                                                                     | Maksim Vylegsjanin                                                      |
| |                                   |                                       |                                                                                 |                                                                                      |                                                                         |
| Tour de Ski 2009/2010                                                                                      |                                   |                                       |                                                                                 |                                                                                      |                                                                         |
| 01/01/2010                                                                                                 | Oberhof                           | 3,75 km vrije stijl                   | Petter Northug                                                                  | Marcus Hellner                                                                       | Axel Teichmann                                                          |
| 02/01/2010                                                                                                 | Oberhof                           | 15 km klassieke stijl (handicapstart) | Petter Northug                                                                  | Maksim Vylegsjanin                                                                   | Matti Heikkinen                                                         |
| 03/01/2010                                                                                                 | Oberhof                           | Sprint (klassieke stijl)              | Eldar Rønning                                                                   | Petter Northug                                                                       | Axel Teichmann                                                          |
| 04/01/2010                                                                                                 | Praag                             | Sprint (vrije stijl)                  | Emil Jönsson                                                                    | Marcus Hellner                                                                       | Simen Østensen                                                          |
| 06/01/2010                                                                                                 | Toblach                           | 36 km vrije stijl (handicapstart)     | Petter Northug                                                                  | Dario Cologna                                                                        | Marcus Hellner                                                          |
| 07/01/2010                                                                                                 | Toblach                           | 10 km klassieke stijl                 | Daniel Richardsson                                                              | Lukáš Bauer                                                                          | Petter Northug                                                          |
| 09/01/2010                                                                                                 | Val di Fiemme                     | 20 km klassieke stijl (massastart)    | Lukáš Bauer                                                                     | Petter Northug                                                                       | Axel Teichmann                                                          |
| 10/01/2010                                                                                                 | Val di Fiemme                     | 10 km achtervolging (vrije stijl)     | Lukáš Bauer                                                                     | Marcus Hellner                                                                       | Jean-Marc Gaillard                                                      |
| Eindklassement Tour de Ski:                                                                                | Eindklassement Tour de Ski:       | Eindklassement Tour de Ski:           | Lukáš Bauer                                                                     | Petter Northug                                                                       | Dario Cologna                                                           |
| |                                   |                                       |                                                                                 |                                                                                      |                                                                         |
| 16/01/2010                                                                                                 | Otepää                            | 15 km klassieke stijl                 | Lukáš Bauer                                                                     | Andrus Veerpalu                                                                      | Jaak Mae                                                                |
| 17/01/2010                                                                                                 | Otepää                            | Sprint (klassieke stijl)              | Emil Jönsson                                                                    | Ola Vigen Hattestad                                                                  | Nikita Krjoekov                                                         |
| 22/01/2010                                                                                                 | Rybinsk                           | Sprint (vrije stijl)                  | Nikolaj Morilov                                                                 | Aleksej Petoechov                                                                    | Nikita Krjoekov                                                         |
| 23/01/2010                                                                                                 | Rybinsk                           | 30 km skiathlon                       | Artem Zjmoerko                                                                  | Ilja Tsjernoesov                                                                     | Sergej Sjirjajev                                                        |
| 24/01/2010                                                                                                 | Rybinsk                           | Teamsprint (vrije stijl)              | Rusland Nikolaj Morilov Aleksej Petoechov                                       | Italië Fabio Pasini Loris Frasnelli                                                  | Duitsland Tim Tscharnke Josef Wenzl                                     |
| 05/02/2010                                                                                                 | Canmore                           | 15 km vrije stijl                     | Giorgio Di Centa                                                                | Pietro Piller Cottrer                                                                | Dario Cologna                                                           |
| 06/02/2010                                                                                                 | Canmore                           | Sprint (klassieke stijl)              | Emil Jönsson                                                                    | John Kristian Dahl                                                                   | Dario Cologna                                                           |
| |                                   |                                       |                                                                                 |                                                                                      |                                                                         |
| 12 tot en met 28 februari 2010: Olympische Winterspelen 2010 in Vancouver (telt niet mee voor wereldbeker) |                                   |                                       |                                                                                 |                                                                                      |                                                                         |
| |                                   |                                       |                                                                                 |                                                                                      |                                                                         |
| 06/03/2010                                                                                                 | Lahti                             | 30 km skiathlon                       | Maurice Manificat                                                               | Lukáš Bauer                                                                          | Ilja Tsjernoesov                                                        |
| 07/03/2010                                                                                                 | Lahti                             | 4 x 10km estafette                    | Noorwegen II Simen Østensen Roger Aa Djupvik Sjur Røthe Kristian Tettli Rennemo | Noorwegen I Eldar Rønning Martin Johnsrud Sundby Petter Eliassen Tord Asle Gjerdalen | Duitsland Hannes Dotzler Tobias Angerer Philipp Marschall Tim Tscharnke |
| 11/03/2010                                                                                                 | Drammen                           | Sprint (klassieke stijl)              | Emil Jönsson                                                                    | Petter Northug                                                                       | Andrew Newell                                                           |
| 13/03/2010                                                                                                 | Oslo                              | 50 km vrije stijl (massastart)        | Petter Northug                                                                  | Pietro Piller Cottrer                                                                | Vincent Vittoz                                                          |
| 14/03/2010                                                                                                 | Oslo                              | Sprint (vrije stijl)                  | Anders Gløersen                                                                 | Aleksej Petoechov                                                                    | Marcus Hellner                                                          |
| |                                   |                                       |                                                                                 |                                                                                      |                                                                         |
| Wereldbekerfinale                                                                                          |                                   |                                       |                                                                                 |                                                                                      |                                                                         |
| 17/03/2010                                                                                                 | Stockholm                         | Sprint (klassieke stijl)              | Nikita Krjoekov                                                                 | Petter Northug                                                                       | Emil Jönsson                                                            |
| 19/03/2010                                                                                                 | Falun                             | 3,3 km klassiek                       | Dario Cologna                                                                   | Mats Larsson                                                                         | Maksim Vylegsjanin                                                      |
| 20/03/2010                                                                                                 | Falun                             | 20 km skiathlon                       | Petter Northug                                                                  | Tobias Angerer                                                                       | Lukáš Bauer                                                             |
| 21/03/2010                                                                                                 | Falun                             | 15 km vrije stijl (handicapstart)     | Maurice Manificat                                                               | Maksim Vylegsjanin                                                                   | Vincent Vittoz                                                          |
| Eindklassement wereldbekerfinale:                                                                          | Eindklassement wereldbekerfinale: | Eindklassement wereldbekerfinale:     | Petter Northug                                                                  | Maurice Manificat                                                                    | Marcus Hellner                                                          |

### Eindstanden
| Algemene wereldbeker | Algemene wereldbeker | Algemene wereldbeker | Algemene wereldbeker |
| #                    | Naam                 | Land                 | Punten               |
| -------------------- | -------------------- | -------------------- | -------------------- |
| 1                    | Petter Northug       | NOR                  | 1.621                |
| 2                    | Lukáš Bauer          | CZE                  | 1.021                |
| 3                    | Marcus Hellner       | SWE                  | 985                  |
| 4                    | Dario Cologna        | SUI                  | 885                  |
| 5                    | Maurice Manificat    | FRA                  | 580                  |
| 6                    | Emil Jönsson         | SWE                  | 554                  |
| 7                    | Axel Teichmann       | GER                  | 541                  |
| 8                    | Maksim Vylegsjanin   | RUS                  | 532                  |
| 9                    | Vincent Vittoz       | FRA                  | 515                  |
| 10                   | Giorgio Di Centa     | ITA                  | 501                  |

| Afstandswereldbeker | Afstandswereldbeker | Afstandswereldbeker | Afstandswereldbeker |
| #                   | Naam                | Land                | Punten              |
| ------------------- | ------------------- | ------------------- | ------------------- |
| 1                   | Petter Northug      | NOR                 | 749                 |
| 2                   | Lukáš Bauer         | CZE                 | 563                 |
| 3                   | Marcus Hellner      | SWE                 | 483                 |
| 4                   | Dario Cologna       | ITA                 | 384                 |
| 5                   | Vincent Vittoz      | FRA                 | 373                 |
| 6                   | Giorgio Di Centa    | ITA                 | 340                 |
| 7                   | Maxim Vylegzhanin   | RUS                 | 337                 |
| 8                   | Maurice Manificat   | FRA                 | 334                 |
| 9                   | Matti Heikkinen     | FIN                 | 323                 |
| 10                  | Axel Teichmann      | GER                 | 319                 |

| Sprintwereldbeker | Sprintwereldbeker   | Sprintwereldbeker | Sprintwereldbeker |
| #                 | Naam                | Land              | Punten            |
| ----------------- | ------------------- | ----------------- | ----------------- |
| 1                 | Emil Jönsson        | SWE               | 506               |
| 2                 | Petter Northug      | NOR               | 352               |
| 3                 | Aleksej Petoechov   | RUS               | 347               |
| 4                 | Andrew Newell       | USA               | 313               |
| 5                 | Ola Vigen Hattestad | NOR               | 312               |
| 6                 | Nikita Kriukov      | RUS               | 307               |
| 7                 | John Kristian Dahl  | NOR               | 296               |
| 8                 | Nikolay Morilov     | RUS               | 286               |
| 9                 | Anders Gløersen     | NOR               | 264               |
| 10                | Jesper Modin        | SWE               | 232               |

## Vrouwen

### Kalender
| Datum | Plaats                            | Discipline                            | Eerste                                                                               | Tweede                                                                         | Derde                                                                          |
| --- | --------------------------------- | ------------------------------------- | ------------------------------------------------------------------------------------ | ------------------------------------------------------------------------------ | ------------------------------------------------------------------------------ |
| 21/11/2009                                                                                                 | Beitostølen                       | 10 km vrije stijl                     | Marit Bjørgen                                                                        | Charlotte Kalla                                                                | Anna Haag                                                                      |
| 22/11/2009                                                                                                 | Beitostølen                       | 4 x 5 km estafette                    | Zweden Anna Olsson Sara Lindborg Anna Haag Charlotte Kalla                           | Noorwegen Vibeke Skofterud Therese Johaug Kristin Størmer Steira Marit Bjørgen | Finland Pirjo Muranen Virpi Kuitunen Riitta-Liisa Roponen Aino-Kaisa Saarinen  |
| 28/11/2009                                                                                                 | Kuusamo                           | Sprint (klassieke stijl)              | Justyna Kowalczyk                                                                    | Petra Majdič                                                                   | Alena Procházková                                                              |
| 29/11/2009                                                                                                 | Kuusamo                           | 10 km klassieke stijl                 | Aino-Kaisa Saarinen                                                                  | Irina Chazova                                                                  | Vibeke Skofterud                                                               |
| 05/12/2009                                                                                                 | Düsseldorf                        | Sprint (vrije stijl)                  | Hanna Falk                                                                           | Natalja Korosteleva                                                            | Vesna Fabjan                                                                   |
| 06/12/2009                                                                                                 | Düsseldorf                        | Teamsprint (vrije stijl)              | Italië Magda Genuin Arianna Follis                                                   | Zweden Ida Ingemarsdotter Hanna Falk                                           | Noorwegen Celine Brun-Lie Maiken Caspersen Falla                               |
| 12/12/2009                                                                                                 | Davos                             | 10 km vrije stijl                     | Irina Chazova                                                                        | Charlotte Kalla                                                                | Kristina Šmigun-Vähi                                                           |
| 13/12/2009                                                                                                 | Davos                             | Sprint (vrije stijl)                  | Petra Majdič                                                                         | Marit Bjørgen                                                                  | Aino-Kaisa Saarinen                                                            |
| 19/12/2009                                                                                                 | Rogla                             | Sprint (klassieke stijl)              | Marit Bjørgen                                                                        | Justyna Kowalczyk                                                              | Petra Majdič                                                                   |
| 20/12/2009                                                                                                 | Rogla                             | 15 km klassieke stijl (massastart)    | Justyna Kowalczyk                                                                    | Marit Bjørgen                                                                  | Anna Haag                                                                      |
| |                                   |                                       |                                                                                      |                                                                                |                                                                                |
| Tour de Ski 2009/2010                                                                                      |                                   |                                       |                                                                                      |                                                                                |                                                                                |
| 01/01/2010                                                                                                 | Oberhof                           | 2,5 km vrije stijl                    | Petra Majdič                                                                         | Natalja Korosteleva                                                            | Justyna Kowalczyk                                                              |
| 02/01/2010                                                                                                 | Oberhof                           | 10 km klassieke stijl (handicapstart) | Justyna Kowalczyk                                                                    | Aino-Kaisa Saarinen                                                            | Kristin Størmer Steira                                                         |
| 03/01/2010                                                                                                 | Oberhof                           | Sprint (klassieke stijl)              | Petra Majdič                                                                         | Justyna Kowalczyk                                                              | Aino-Kaisa Saarinen                                                            |
| 04/01/2010                                                                                                 | Praag                             | Sprint (vrije stijl)                  | Natalja Korosteleva                                                                  | Celine Brun-Lie                                                                | Alena Procházková                                                              |
| 06/01/2010                                                                                                 | Toblach                           | 16 km vrije stijl (handicapstart)     | Arianna Follis                                                                       | Petra Majdič                                                                   | Justyna Kowalczyk                                                              |
| 07/01/2010                                                                                                 | Toblach                           | 5 km klassieke stijl                  | Justyna Kowalczyk                                                                    | Aino-Kaisa Saarinen                                                            | Petra Majdič                                                                   |
| 09/01/2010                                                                                                 | Val di Fiemme                     | 10 km klassieke stijl (massastart)    | Petra Majdič                                                                         | Elena Kolomina                                                                 | Marianna Longa                                                                 |
| 10/01/2010                                                                                                 | Val di Fiemme                     | 9 km achtervolging (vrije stijl)      | Kristin Størmer Steira                                                               | Riitta-Liisa Roponen                                                           | Jevgenia Medvedeva                                                             |
| Eindklassement Tour de Ski:                                                                                | Eindklassement Tour de Ski:       | Eindklassement Tour de Ski:           | Justyna Kowalczyk                                                                    | Petra Majdič                                                                   | Arianna Follis                                                                 |
| |                                   |                                       |                                                                                      |                                                                                |                                                                                |
| 16/01/2010                                                                                                 | Otepää                            | 10 km klassieke stijl                 | Justyna Kowalczyk                                                                    | Marit Bjørgen                                                                  | Aino-Kaisa Saarinen                                                            |
| 17/01/2010                                                                                                 | Otepää                            | Sprint (klassieke stijl)              | Hanna Falk                                                                           | Petra Majdič                                                                   | Aino-Kaisa Saarinen                                                            |
| 22/01/2010                                                                                                 | Rybinsk                           | Sprint (vrije stijl)                  | Vesna Fabjan                                                                         | Magda Genuin                                                                   | Justyna Kowalczyk                                                              |
| 23/01/2010                                                                                                 | Rybinsk                           | 15 km skiathlon                       | Justyna Kowalczyk                                                                    | Evi Sachenbacher-Stehle                                                        | Olga Schuchkina                                                                |
| 24/01/2010                                                                                                 | Rybinsk                           | Teamsprint (vrije stijl)              | Duitsland Stefanie Böhler Evi Sachenbacher-Stehle                                    | Slovenië Katja Visnar Vesna Fabjan                                             | Rusland Irina Chazova Olga Rotsjeva                                            |
| 05/02/2010                                                                                                 | Canmore                           | 10 km vrije stijl                     | Charlotte Kalla                                                                      | Justyna Kowalczyk                                                              | Irina Chazova                                                                  |
| 06/02/2010                                                                                                 | Canmore                           | Sprint (klassieke stijl)              | Justyna Kowalczyk                                                                    | Ida Ingemarsdotter                                                             | Sara Renner                                                                    |
| |                                   |                                       |                                                                                      |                                                                                |                                                                                |
| 12 tot en met 28 februari 2010: Olympische Winterspelen 2010 in Vancouver (telt niet mee voor wereldbeker) |                                   |                                       |                                                                                      |                                                                                |                                                                                |
| |                                   |                                       |                                                                                      |                                                                                |                                                                                |
| 06/03/2010                                                                                                 | Lahti                             | 15 km skiatlon                        | Marit Bjørgen                                                                        | Justyna Kowalczyk                                                              | Therese Johaug                                                                 |
| 07/03/2010                                                                                                 | Lahti                             | 4 x 5 km estafette                    | Noorwegen I Marthe Kristoffersen Therese Johaug Kristin Størmer Steira Marit Bjørgen | Duitsland Nicole Fessel Katrin Zeller Miriam Gössner Evi Sachenbacher-Stehle   | Italië Marianna Longa Antonella Confortola Wyatt Sabina Valbusa Arianna Follis |
| 11/03/2010                                                                                                 | Drammen                           | Sprint (klassieke stijl)              | Marit Bjørgen                                                                        | Aino-Kaisa Saarinen                                                            | Pirjo Muranen                                                                  |
| 13/03/2010                                                                                                 | Oslo                              | 30 km vrije stijl (massastart)        | Marit Bjørgen                                                                        | Kristin Størmer Steira                                                         | Therese Johaug                                                                 |
| 14/03/2010                                                                                                 | Oslo                              | Sprint (vrije stijl)                  | Marit Bjørgen                                                                        | Kikkan Randall                                                                 | Natalja Korosteleva                                                            |
| |                                   |                                       |                                                                                      |                                                                                |                                                                                |
| Wereldbekerfinale                                                                                          |                                   |                                       |                                                                                      |                                                                                |                                                                                |
| 17/03/2010                                                                                                 | Stockholm                         | Sprint (klassieke stijl)              | Anna Olsson                                                                          | Justyna Kowalczyk                                                              | Marit Bjørgen                                                                  |
| 19/03/2010                                                                                                 | Falun                             | 2,5 km klassiek                       | Justyna Kowalczyk                                                                    | Marit Bjørgen                                                                  | Charlotte Kalla                                                                |
| 20/03/2010                                                                                                 | Falun                             | 10 km skiathlon                       | Marit Bjørgen                                                                        | Kristin Størmer Steira                                                         | Therese Johaug                                                                 |
| 21/03/2010                                                                                                 | Falun                             | 10 km vrije stijl (handicapstart)     | Charlotte Kalla                                                                      | Kristin Størmer Steira                                                         | Kristina Šmigun-Vähi                                                           |
| Eindklassement wereldbekerfinale:                                                                          | Eindklassement wereldbekerfinale: | Eindklassement wereldbekerfinale:     | Marit Bjørgen                                                                        | Justyna Kowalczyk                                                              | Charlotte Kalla                                                                |

### Eindstanden
| Algemene wereldbeker | Algemene wereldbeker   | Algemene wereldbeker | Algemene wereldbeker |
| #                    | Naam                   | Land                 | Punten               |
| -------------------- | ---------------------- | -------------------- | -------------------- |
| 1                    | Justyna Kowalczyk      | POL                  | 2.064                |
| 2                    | Marit Bjørgen          | NOR                  | 1.320                |
| 3                    | Petra Majdič           | SLO                  | 1.191                |
| 4                    | Aino-Kaisa Saarinen    | FIN                  | 1.123                |
| 5                    | Arianna Follis         | ITA                  | 908                  |
| 6                    | Kristin Størmer Steira | NOR                  | 892                  |
| 7                    | Riitta-Liisa Roponen   | FIN                  | 788                  |
| 8                    | Charlotte Kalla        | SWE                  | 654                  |
| 9                    | Marianna Longa         | ITA                  | 646                  |
| 10                   | Natalja Korosteleva    | RUS                  | 488                  |

| Afstandswereldbeker | Afstandswereldbeker    | Afstandswereldbeker | Afstandswereldbeker |
| #                   | Naam                   | Land                | Punten              |
| ------------------- | ---------------------- | ------------------- | ------------------- |
| 1                   | Justyna Kowalczyk      | POL                 | 929                 |
| 2                   | Marit Bjørgen          | NOR                 | 636                 |
| 3                   | Kristin Størmer Steira | NOR                 | 568                 |
| 4                   | Charlotte Kalla        | SWE                 | 493                 |
| 5                   | Riitta-Liisa Roponen   | FIN                 | 477                 |
| 6                   | Aino-Kaisa Saarinen    | FIN                 | 466                 |
| 7                   | Arianna Follis         | ITA                 | 429                 |
| 8                   | Petra Majdič           | SLO                 | 425                 |
| 9                   | Irina Khazova          | RUS                 | 392                 |
| 10                  | Marianna Longa         | ITA                 | 383                 |

| Sprintwereldbeker | Sprintwereldbeker    | Sprintwereldbeker | Sprintwereldbeker |
| #                 | Naam                 | Land              | Punten            |
| ----------------- | -------------------- | ----------------- | ----------------- |
| 1                 | Justyna Kowalczyk    | POL               | 575               |
| 2                 | Marit Bjørgen        | NOR               | 484               |
| 3                 | Petra Majdič         | SLO               | 446               |
| 4                 | Aino-Kaisa Saarinen  | FIN               | 399               |
| 5                 | Hanna Falk           | SWE               | 338               |
| 6                 | Ida Ingemarsdotter   | SWE               | 336               |
| 7                 | Vesna Fabjan         | SLO               | 319               |
| 8                 | Natalya Korostelyova | RUS               | 272               |
| 9                 | Magda Genuin         | ITA               | 215               |
| 10                | Arianna Follis       | ITA               | 195               |

## Landenklassementen
| Algemeen | Algemeen    | Algemeen | Algemeen |
| #        | Land        | Punten   |          |
| -------- | ----------- | -------- | -------- |
| 1        | Noorwegen   | 9.899    |          |
| 2        | Rusland     | 7.701    |          |
| 3        | Zweden      | 6.793    |          |
| 4        | Italië      | 4.956    |          |
| 5        | Finland     | 4.748    |          |
| 6        | Duitsland   | 4.308    |          |
| 7        | Frankrijk   | 2.477    |          |
| 8        | Polen       | 2.264    |          |
| 9        | Zwitserland | 2.013    |          |
| 10       | Slovenië    | 1.890    |          |

| Mannen | Mannen      | Mannen | Mannen |
| #      | Land        | Punten |        |
| ------ | ----------- | ------ | ------ |
| 1      | Noorwegen   | 5.249  |        |
| 2      | Rusland     | 4.180  |        |
| 3      | Zweden      | 3.535  |        |
| 4      | Duitsland   | 2.453  |        |
| 5      | Italië      | 2.226  |        |
| 6      | Frankrijk   | 1.864  |        |
| 7      | Zwitserland | 1.729  |        |
| 8      | Finland     | 1.543  |        |
| 9      | Tsjechië    | 1.335  |        |
| 10     | Canada      | 848    |        |

| Vrouwen | Vrouwen    | Vrouwen | Vrouwen |
| #       | Land       | Punten  |         |
| ------- | ---------- | ------- | ------- |
| 1       | Noorwegen  | 4.650   |         |
| 2       | Rusland    | 3.521   |         |
| 3       | Zweden     | 3.258   |         |
| 4       | Finland    | 3.215   |         |
| 5       | Italië     | 2.730   |         |
| 6       | Polen      | 2.155   |         |
| 7       | Slovenië   | 1.890   |         |
| 8       | Duitsland  | 1.855   |         |
| 9       | Frankrijk  | 613     |         |
| 10      | Kazachstan | 531     |         |